# Ljachen
De Ljachen, ook Lachen, Lendzen, Lendzjanen of Lendizi (Latijn: Lendizi, Grieks Lendsianoi, Oudrussisch: Ljachi, Oud-IJslands: Laesir, Laesar, Ljachar, Pools: Lędzianie) waren een Slavische stam in het huidige Oost-Polen en West-Oekraïne. Dit omvat een gebied ook bekend als Rood-Roethenië, hoewel de precieze omvang van hun vestigingsgebied niet duidelijk is.

## Geschiedenis
De Geographus Bavarus vermeld in de 9e eeuw de Lendizi met 98 forten.
Aan het begin vermeld de Nestorkroniek de stammen der Svear, Roes, Tsjoeden en Ljachen. Elders vermeld ze dat Slaven zich aan de Wisła hadden gevestigd. Deze zouden zich Ljachen hebben genoemd. Uit deze zouden dan de Polanen, Mazoviërs, Pomoranen en Lusitzi (Sorben) zijn ontstaan. Tevens vermeld de kroniek dat de Radimitsjen en Vjatitsjen van de Ljachen af zouden stammen. Deze zouden echter naar het oosten trekken.
Voor het jaar 944 vermelden Constantijn VII Porphyrogennetos en de Nestorkroniek een vorst der Ljachen genaamd Bousebouze resp. Vladislav, die met Igor van Kiev Constantinopel belegerde.
In 981 veroverde Vladimir van Kiev de Ljachische forten Tsjerven en Peremisjl. Later in 1018 werden deze door de Poolse vorst Bolesław veroverd. Ook bij de herovering door Jaroslav de Wijze in 1031 worden de vestingen als Ljachisch aangeduid.

## Naam
Het etnoniem is afgeleid van een Oerslavisch woord Leda, dat "onontgonnen land" zou betekenen. Dit zou de Ljachen als beoefenaars van brandlandbouw identificeren.
Mogelijk omvatte de term voor het einde van de 10e eeuw nog grote delen van het huidige Polen, zonder Silezië en het gebied rond Krakau. In de 9e eeuw worden de Lendizen echter naast tal van andere stammen in dit gebied genoemd.
Lechieten werd in de loop der tijd de collectieve benaming voor het volk der Polen. In het huidige Hongaars worden deze nog Lengyelek genoemd, in het Litouws Lenkai. De naam van de Poolse regio Podlachië "onder de Ljachen") is van hen afgeleid.